# Smokie
Smokie (рус. Смоки, первоначально Smokey, созвучно со словом англ. smoky — дымный, копчёный, прокуренный) — британская рок-группа из Брадфорда, созданная школьными друзьями Крисом Норманом, Аланом Силсоном и Роном Келли в 1963 году. Наибольшую известность получила во второй половине 1970-х годов в Европе. 11 синглов и 5 альбомов группы входили в топ-20 европейских стран в 1975―1979 года. Состав группы неоднократно менялся и только Терри Аттли оставался единственным, кто участвовал во всех составах.

## История

### Ранние годы (1963—1973)
Группа была сформирована под названием The Yen после случайной встречи Рона Келли и Алана Силсона в музыкальном магазине Мура, в Брадфорде, в октябре 1963 года. Через два дня после этой встречи к ним присоединился Крис Норман для репетиций, но, не найдя подходящего басиста, группа просто репетировала весь следующий год. В начале 1965 года в группу пришёл бас-гитарист и их школьный друг Терри Аттли, и группа дала свой первый концерт в школе «Биркеншоу» в феврале 1965 года. Группа была переименована в The Sphynx, а позже в Essence. Essence гастролировали в небольших клубах Йоркшира и его окрестностях. С окончанием учёбы в школе, в 1966 году, группа фактически распалась. Вскоре, в сентябре 1966 года, Рон Келли присоединился к The Black Cats, заменив ударника. К группе присоединились Алан Силсон и Пит Иствуд, но последний потом ушёл и был заменён Крисом Норманом. В ноябре 1967 года группа сменила название на The Four Corners.
В апреле 1968 года группа нашла менеджера Марка Джордана, который посоветовал им переименовать группу в The Elizabethans. С переходом в профессиональный статус участники стали получать более высокие гонорары. В июне 1968 года к группе присоединился Терри Аттли, заменив ушедшего Артура Хиггинса, решившего продолжить своё обучение. 9 декабря 1968 года группа впервые выступила на телевидении Йоркшира в программе Calendar. В августе 1969 года группа сыграла две песни для шоу BBC High Jinx. Вдохновлённый этим успешным выступлением, Джордан попросил их записать свою первую демозапись. В январе 1970 года RCA Records проявила интерес к группе и предложила сменить название на Kindness. 3 апреля 1970 года был выпущен сингл «Light of Love» / «Lindy Lou», разошедшийся в количестве 300 копий. Но другие треки не были выпущены, и RCA Records расторгла контракт.
Далее под псевдонимом «Fuzzy and The Barnets», совместно с Ронни Штормом, был записан сингл «My Desire». Тогда же Стив Роуланд из The Family Dogg услышал выступление группы в программе Radio One Club, и предложил подписать их на свой лейбл. Он договорился, чтобы Альберт Хаммонд, который также был участником The Family Dogg, написал для группы песню «It Never Rains in Southern California». Однако, прежде чем она могла быть выпущена, Хаммонд решил записать его сам. Хаммонд также написал другие песни для сингла «You Ring a Bell» / «Have You Met Angela», который был записан, но он так и не был выпущен.
В конце 1971 года управление группой перешло к Дэйву Игеру, диджею BBC Radio 1, а Норман перенёс серьёзную инфекцию, что повлияло на его голосовые связки. После выздоровления его голос стал гораздо грубее, что другим членам группы показалось интересным дополнением к своему звучанию. Игер представил их Decca Records. В результате, в феврале 1972 года, был записан и выпущен сингл «Oh Julie» / «I Love You Carolina». Вскоре после этого были выпущены ещё два сингла «Make It Better» / «Lonely Long Lady» и «Let the Good Times Roll» / «Oh Yea», которые провалились и контракт с Decca был расторгнут. Игер использовал свои контакты с базирующимся в Манчестере агентством Kennedy Street Enterprises, чтобы добиться прослушивание на роль бэк-группы Питера Нуна. После успешного прослушивания, Kindness отправились с ним в общенациональный тур, но это сотрудничество не принесло группе успеха.
1973 год для группы стал непростым и дела обстояли плохо. Расстроенный положением дел, Рон Келли принимает предложение от Джона Верити, заменить ударника в своей группе для 90-дневного концертного тура по 60 городам США на разогреве у Steely Dan, и 8 августа покидает группу. Группа пригласила старого школьного друга Пита Спенсера, который до этого играл в различных группах Йоркшира.

### Знакомство с Чинном и Чепменом (1974)
Вскоре, группа познакомилась с Биллом Хёрли, который предложил стать их менеджером. Сначала группа отказалась, но потом согласилась. Благодаря работе Хёрли дела группы пошли лучше. Хёрли представил группу композиторам Никки Чинну и Майку Чепмену, которые занимались написанием песен для глэм-рок-групп Sweet, Mud, а также работали со Сьюзи Кватро. Поначалу Чинн и Чепмен отказались, но упорство Хёрли убедило продюсеров дать молодой группе шанс. В начале 1974 года Майк Чепмен пришёл в клуб Headchets, где играла группа, чтобы посмотреть её. Крис Норман вспоминал:
Мы играли в Headchets в 11 вечера. Я помню как он зашел в зал – шикарный блондин в тёмных очках, кожаном пиджаке и сигаретой с мундштуком в руке. Мы как раз только начали играть свой 45-минутный сет, а тут вошёл он и сел рядом с Биллом Хёрли. Мы отыграли нашу программу. И прежде чем мы начали свою последнюю вещь, Майк поднялся и вышел. «Чёрт! Мы ему не понравились» – подумал я. Мы закончили и ушли со сцены. «Это был Майк Чепмен?», – спросили позже Билла. «Да это был он». «Мы ему не понравились, да?» «Он сказал, что это было чертовски здорово. Ему понравилось». Это был первый шаг. Теперь Чепмен должен был приехать вместе с Чинном. Они приехали через неделю, когда мы играли в местечке It's Grintets, в 45-ти километрах от Лондона. Подъехали, как подобает воротилам шоу-бизнеса на лимузине с шампанским. С Чепменом была его подруга Салли Томпсон. Увидев из гримёрки как они подъезжали, мы конечно очень занервничали: «О, чёрт! Они уже здесь! Они здесь!» Мы были ужасно взволнованы, но вышли на сцену и отыграли отличный концерт. В этом клубе нас всегда здорово принимали, так что я думаю, что Чинн и Чепмен просто обалдели и были в полном восторге.
По контракту, синглами должны были быть песни, написанные Никки Чинном и Майком Чепменом, а материал группы размещался на альбомах и би-сайдах. В конце 1974 года группа, переименованная в Smokey, приступила к записи своего дебютного альбома Pass It Around, который был выпущен 14 февраля 1975 года на лейбле RAK Records. Заглавная песня альбома была выпущена синглом, но несмотря на рекламу, не попала в ротацию BBC Radio 1. Проблема заключалась в цензорах, которые решили, что неоднозначный текст и название группы можно рассматривать как намёк на курение марихуаны. В результате сингл не смог попасть в UK Singles Chart, как и альбом. В апреле 1975 года Smokey отправились в тур в поддержку альбома, в качестве «разогревающих» у группы Pilot.

### Пик популярности (1975—1978)
22 сентября 1975 года Smokey выпустили свой второй альбом, Changing All the Time. Первый сингл с альбома «If You Think You Know How to Love Me», стал хитом во многих европейских странах, достигнув 3-го места в UK Singles Chart. Следующий сингл «Don't Play Your Rock 'n' Roll to Me» достиг 8-го места, и тоже стал хитом в Европе.
В это же время, американский соул-певец Смоки Робинсон пригрозил подать в суд, утверждая, что слушатели будут путать его пластинки и группы. Чтобы избежать судебных исков, группа изменила название на Smokie. И всё дальнейшие релизы группы будут под этим названием.
Третий альбом был выпущен в США, куда переехал Никки Чинн. Альбом Midnight Café вышел в апреле 1976 года и добился ещё большего успеха, чем предыдущий. Синглы с альбома достигли высоких мест в европейских чартах, а альбом стал единственным, попавшим в Billboard 200 на 173 место. Сингл «Living Next Door to Alice» был выпущен в ноябре 1976 года и стал самым большим хитом группы, после чего последовал не менее успешный «Lay Back in the Arms of Someone». Оба сингла вошли в первый сборник группы Greatest Hits, который был выпущен в апреле 1977 года. Сборник возглавил чарты большинства европейских стран, а в Великобритании занял 6 место, став самым успешным релизом группы на родине. В 1980 году, данный сборник был выпущен в СССР фирмой «Мелодия» под названием «Ансамбль „Смоуки“». В Европе Smokie стали звёздами, с аншлагами на концертах и миллионными тиражами.
Следующий альбом, Bright Lights & Back Alleys вышедший в октябре 1977 года, закрепляет успех группы, заняв высокие места в европейских чартах, с двумя хитами: «It's Your Life» в стиле регги и кавером на «Needles and Pins». В начале 1978 года группа отправилась в Монтрё для записи нового альбома. The Montreux Album, вышедший 9 октября 1978 года, снова ждал успех с хит-синглами «Oh Carol» и «Mexican Girl». «Mexican Girl» стала первым синглом группы написанным участниками, а не Чинном и Чепменом. Также в середине 1978 года на телевидении ФРГ вышел 40-минутый документальный фильм Glitzerlicht und hinterhöfe (с нем. — «Яркие огни и тёмные аллеи»). Фильм содержит интервью с участниками группы, съёмки с концерта в Эссене и Брадфорде и со студийных сессий в Монтрё.
На пике успеха, в 1978 году, Крис Норман вместе с Сьюзи Кватро выпускают дуэт-сингл «Stumblin’ In» — ещё одну композицию авторского дуэта Никки Чинна и Майка Чепмена. Норман и Кватро достигают вершин европейских чартов, а также попадают в первую пятёрку Billboard Hot 100 (4 место). В Великобритании сингл достигает только 41-го места. К концу 1978 года контракт с Чинном и Чепменом заканчивается и группа решает продолжать без них.

### Спад популярности (1979—1985)
В марте 1979 года Smokie решили на год покинуть Великобританию, из-за налоговой политики. В ноябре 1979 года вышел альбом The Other Side of the Road, полностью записанный в Австралии. Альбом отличался более разнообразным материалом, чем предыдущие (кантри в «Big Fat Momma», арт-рок в «London Is Burning»), но продажи альбома были заметно ниже, чем у предыдущих. В то же время, Пит Спенсер прекратил гастролировать с группой, где его заменил Пол Смит.
В начале 1980 года группа переехала в Ирландию для записи нового альбома. Руководство лейбла не впечатлила запись, и альбом вышел только в сентябре 1981 года под названием Solid Ground. Как и предыдущий альбом, Solid Ground содержал более разнообразный материал (блюз-рок в «Everything a Man Could Need», рокабилли в «Jet Lagged»), но продажи альбома были ещё ниже, чем у предыдущего, а сингл «Take Good Care of My Baby» стал последним, который попал в британский чарт (на тот момент).
В марте 1982 года был выпущен последний альбом для RAK Records Strangers in Paradise, записанный на Багамских островах, где группа вернулась к более привычному звучанию. Из-за отсутствия промоушна со стороны лейбла, альбом провалился, не попав ни в один чарт, и стало ясно, что участники не смогли сохранить свой успех, используя собственный материал.
Однако осенью 1982 года, из-за некомпетентности менеджера Билла Хёрли при составлении нового контракта, Smokie были поставлены перед обязательством за два месяца записать два альбома. В конце того же года, вышли два альбома, записанные на острове Мэн на арендованной мобильной студии. Первый вышел как альбом Smokie — Midnight Delight, а другой — как сольный альбом Криса Нормана Rock Away Your Teardrops. После выхода этих альбомов Пит Спенсер окончательно покинул Smokie.
В 1983 году группа выступила на фестивалях в Болгарии и Чехословакии, а также приняла участие в записи сольного альбома Агнеты Фельтског Wrap Your Arms Around Me. По возвращении из Швеции, на борту самолёта было принято решение приостановить деятельность группы, за исключением Терри Аттли, который продолжил концертную деятельность, периодически играя с Питером Голби и Джоном Когганом.
В августе 1985 года, Smokie выступили вместе с Питом Спенсером на благотворительном фестивале в Брадфорде, в помощь пострадавших во время пожара на футбольном матче на стадионе «Вэлли Пэрейд».

### Период с Бартоном (1986—1995)
После выступления на фестивале в Брадфорде, Норман, Силсон и Аттли решили продолжить совместную работу. В ноябре 1985 года Smokie провели гастрольный тур по ФРГ и записали сингл «The Book», выпущенный только в Австралии. Группа продолжала гастролировать и в 1986 году, но успех сольного сингла Криса Нормана «Midnight Lady» побудил его к решению начать сольную карьеру и покинуть группу. 17 сентября, во Франкфурте состоялось последнее выступление Нормана со Smokie. Норман был заменён Аланом Бартоном, бывшим вокалистом Black Lace, чей стиль исполнения был похож на стиль Нормана. Новый состав выпустил альбом All Fired Up в 1988 году, который привлёк некоторое внимание публики. Также в группу были приглашены клавишник Мартин Буллард и новый ударник Стив Пиннелл.
В апреле 1991 года Smokie впервые приехали в СССР, дав 3 концерта в спорткомплексе «Олимпийский». Впоследствии, Smokie стали одним из наиболее часто приезжающих западных исполнителей в Россию.
С 1989 по 1994 год было выпущено 4 студийных альбома, а также сборники The Best of Smokie (1990) и Celebration (1994), которые содержали старые хиты в новых аранжировках. Несмотря на стабильную аудиторию в Европе, группа не имела популярности в Великобритании. Тем не менее, Smokie неожиданно вернулись в британский чарт в 1995 году, когда перезаписали свой хит «Living Next Door to Alice» в дуэте со скандальным британским комиком Роем Чабби Брауном. Переработанная версия «Living Next Door to Alice (Who the F**k Is Alice)» достигла 3-го места в Великобритании.
В воскресенье, 19 марта 1995 года, Smokie возвращались с гастролей в Германии и направлялись в аэропорт Дюссельдорфа, когда гастрольный автобус группы попал под штормовой ливень и вылетел с дороги. Алан Силсон и Терри Аттли получили сильные порезы и ушибы, Алан Бартон получил критические травмы и через пять дней скончался в реанимации. Остальная часть группы и Браун пожертвовали свои гонорары от песни первой жене Бартона.

### Последующие годы (1996—н. в.)
Оставшиеся участники решили продолжить и нашли нового вокалиста Майка Крафта, и в том же году, выпустили новый альбом The World and Elsewhere. В 1996 году Алан Силсон покинул группу, заявив, что намеревается начать сольную карьеру и работать с другими музыкантами. Мик МакКоннелл, гитарный техник, заменил его в качестве соло-гитариста группы. Первым альбомом нового состава стал Light a Candle – The Christmas Album, вышедшим в том же году. В 1998 году группа отправилась в Нашвилл, штат Теннесси для записи нового студийного альбома Wild Horses – The Nashville Album. В феврале 2000-го и 2001 года Smokie выпустили два альбома, Uncovered и Uncovered Too, которые полностью состояли из кавер-версий и без авторского материала группы.
В 2004 году Smokie выпустили студийный альбом On the Wire, в котором 11 из 14 песен были написаны самой группой. В 2007 году лейблом 7T's Records было произведено переиздание первых 8 альбомов Smokie на CD, с текстами песен и бонус-треками.
В 2010 году Smokie добились успеха с последним, на данный момент, студийным альбомом Take a Minute. Выпущенный в Дании в августе того же года, он достиг 3-го места в чарте датских альбомов. Релизы в оставшейся части Скандинавии и Германии состоялись в октябре, также был выпущен сингл «Sally’s Song (The Legacy Goes On)» — продолжение истории другого персонажа в «Living Next Door to Alice».
В 2016 году лейбл Sony Music произвёл серию переизданий. Помимо переиздания первых 8 студийных альбомов, впервые официально были изданы на CD альбомы Midnight Delight, Rock Away Your Teardrops, сборники Greatest Hits и Greatest Hits Volume 2. Также были переизданы концертный альбом The Concert (Live in Essen, Germany 1978) и сольный альбом Алана Силсона Solitary Bird.
16 апреля 2021 года на официальном сайте группы, было сообщено, что Майк Крафт решил покинуть группу. 19 апреля на официальном сайте было объявлено, что новым вокалистом Smokie стал Пит Линкольн, бывший участник Andy Scott's Sweet. 16 декабря после непродолжительной болезни скончался бас-гитарист группы Терри Аттли.

## Дискография
Студийные альбомы
- Pass It Around (1975)
- Changing All the Time (1975)
- Midnight Café (1976)
- Bright Lights & Back Alleys (1977)
- The Montreux Album (1978)
- The Other Side of the Road[англ.] (1979)
- Solid Ground[англ.] (1981)
- Strangers in Paradise (1982)
- Midnight Delight (1982)
- All Fired Up (1988)
- Boulevard of Broken Dreams[англ.] (1989)
- Whose Are These Boots? (1990)
- Chasing Shadows (1992)
- Burning Ambition (1993)
- The World and Elsewhere (1995)
- Light a Candle – The Christmas Album (1996)
- Wild Horses – The Nashville Album[англ.] (1998)
- Uncovered (2000)
- Uncovered Too (2001)
- On the Wire (2004)
- Take a Minute[англ.] (2010)

## Состав

### Текущий состав
- Пит Линкольн (англ. Pete Lincoln) — ритм-гитара, вокал (2021—настоящее время)
- Мик МакКоннелл (англ. Mick McConnell) — соло-гитара, вокал (1996—настоящее время)
- Люк Буллард (англ. Luck Bullard) — бас-гитара, вокал (2022—настоящее время), концертный участник (2021)
- Мартин Буллард (англ. Martin Bullard) — клавишные (1988—настоящее время)
- Стив Пиннелл (англ. Steve Pinnell) — ударные (1988—настоящее время)

### Бывшие участники
- Крис Норман (англ. Chris Norman) — ритм-гитара, вокал (1963—1986)
- Алан Бартон (англ. Alan Barton) — ритм-гитара, вокал (1986—1995; умер в 1995)
- Майк Крафт (англ. Mike Craft) — ритм-гитара, вокал (1995—2021)
- Алан Силсон (англ. Alan Silson) — соло-гитара, вокал (1963—1996)
- Терри Аттли (англ. Terry Uttley) — бас-гитара, вокал (1965—1966, 1968—2021; умер в 2021)
- Артур Хиггинс (англ. Arthur Higgins) — бас-гитара, вокал (1966—1968)
- Рон Келли (англ. Ron Kelly) — ударные (1963—1973)
- Пит Спенсер (англ. Pete Spencer) — ударные (1973—1982, 1985)